# Фребольдит
Фребольдит (рос. фребольдит; англ. freboldite; нім. Freboldit m) — мінерал, селенід кобальту координаційної будови.
Названий за прізвищем німецького геолога Ґ. Фребольда (G.Frebold), H.Strunz, 1957.

## Опис
Хімічна формула: CoSe. Містить (%): Co — 42,74; Se — 57,26.
Сингонія гексагональна. Дигексагонально-дипірамідальний вид. Анізотропний. Ізотипний до нікеліну. Колір рожево-фіолетовий. Виявлений у шліфах разом з іншими селенідами. Знайдений у доломітових жилах родововища Трогталь (Гарц, ФРН). Супутній мінерал: клаусталіт. Дуже рідкісний.